# 玛戈·福斯特
玛戈·伊丽莎白·福斯特（英語：Margot Elizabeth Foster，1958年10月3日—），澳大利亚女子赛艇运动员。她曾代表澳大利亚参加1984年夏季奥林匹克运动会赛艇比赛，获得女子四人单桨有舵手铜牌。